# 徐讚
徐讚（1472年—1533年），字朝儀，浙江金華府永康縣人，民籍，明朝政治人物。

## 生平
弘治十四年（1501年）辛酉科浙江鄉試第三十六名舉人。弘治十八年（1505年）中式乙丑科會試第二百四十三名，三甲第一百九十三名進士。正德二年（1507年）授直隶枣强知縣，正德五年（1510年）七月选授山西道監察御史，七年长芦巡盐，九年巡按江西，十一年升蘇州府知府，十六年四月升河南布政使司左参政，仍理府事，嘉靖元年（1522年）八月改江西左參政，二年十二月升貴州按察使，又改湖广按察使，四年调仁雲南，五年正月考察，七年六月升雲南左布政使，以母年八十疏乞归养。八年正月升都察院右副都御史、提督抚治郧阳等处地方，四月改河南巡抚，十年九月升工部右侍郎。十一年奉勅勘事山西，事竣，聞母丧，次年二月以哀毁而卒。

## 家族
曾祖徐用彬；祖父徐永明；父徐憲，母程氏。慈侍下。